# Ternowa (rejon charkowski)
Ternowa (ukr. Тернова) – wieś na Ukrainie, w obwodzie charkowskim, w rejonie charkowskim, położona bezpośrednio przy granicy z Rosją. W 2023 liczyła 0 mieszkańców.